# Antología de Planudes
La Antología de Planudes es une compilación bizantina del siglo XIII, que recopila unos 2400 epigramas, recogidos por Máximo Planudes. Se conserva en un manuscrito autógrafo conservado en Venecia (Marc. gr. 481, de 1299), y dos apógrafos revisados en los años 1300 o 1305, bajo al supervisión de Planudes: el pirimero se conserva en Londres (B.M. Add. 16409) y el otro en París (B. N. gr. 2744). Este último, fragmentario, constituye la versión final de la antología.

## Estructura
La disposición de los epigramas en dos bloques en el manuscrito Marc. gr. 481 indica que el autor utilizó dos antologías de epigramas para componer la suya, de manera similar a la Antología palatina y la Antología de Céfalas.
Planudes dispuso su selección en siete libros: epigramas epidícticos, satíricos, funerarios, écfrasis, la écfrasis de Cristodoro de Coptos, epigramas votivos y amorosos. En cada uno de los libros, están clasificados por orden alfabético.
Sólo 388 epigramas no están presentes en la Antología palatina. Se recogen a menudo por separado en un libro llamado Apéndice XVI planudéen en ediciones modernas de la Antología griega.

## Ediciones
- Aubreton, Robert; Félix Buffière (1980). «Anthologie de Planude. XIII». Anthologie grecque (en francés) II. París: Belles Lettres.